# Bochner-Integral
Das Bochner-Integral, benannt nach Salomon Bochner, ist eine Verallgemeinerung des Lebesgue-Integrals auf Banachraum-wertige Funktionen. Das Integral lässt sich aber auch auf lokalkonvexe Räume verallgemeinern.

## Definition
Es seien {\displaystyle (\Omega ,{\mathcal {A}},\mu )} ein {\displaystyle \sigma }-endlicher, vollständiger Maßraum und {\displaystyle (B,\|\cdot \|)} ein Banachraum.
Das Bochner-Integral {\displaystyle \int _{\Omega }f\,{\rm {d}}\mu } einer Funktion {\displaystyle f\colon \Omega \to B} ist nun folgendermaßen definiert:
Als einfache Funktion bezeichnen wir Funktionen der Gestalt
{\displaystyle s(x)=\sum _{i=1}^{m}\alpha _{i}\chi _{X_{i}}(x)}
mit Faktoren {\displaystyle \alpha _{i}\in B} und messbaren Mengen {\displaystyle X_{i}\in {\mathcal {A}}}, wobei {\displaystyle \chi _{X_{i}}} deren Indikatorfunktion bezeichnet. Das Integral einer einfachen Funktion ist nun auf naheliegende Weise definiert:
{\displaystyle \int _{\Omega }s\,{\rm {d}}\mu :=\sum _{i=1}^{m}\alpha _{i}\mu (X_{i})},
wobei dies wohldefiniert, also unabhängig von der konkreten Zerlegung von {\displaystyle s} ist.
Eine Funktion {\displaystyle f\colon \Omega \rightarrow B} heißt {\displaystyle \mu }-messbar oder Bochner-messbar, wenn es eine Folge {\displaystyle (s_{n})_{n\in \mathbb {N} }} einfacher Funktionen gibt, so dass {\displaystyle \textstyle \lim _{n\to \infty }s_{n}(x)=f(x)} für {\displaystyle \mu }-fast alle {\displaystyle x\in \Omega } gilt.
Eine {\displaystyle \mu }-messbare Funktion {\displaystyle f\colon \Omega \rightarrow B} heißt Bochner-integrierbar, falls es eine Folge {\displaystyle (s_{n})_{n\in \mathbb {N} }} einfacher Funktionen gibt, so dass
- {\displaystyle \lim _{n\to \infty }s_{n}(x)=f(x)} für {\displaystyle \mu }-fast alle {\displaystyle x\in \Omega } gilt und
- zu jedem {\displaystyle \varepsilon >0} ein {\displaystyle n_{0}=n_{0}(\varepsilon )\in \mathbb {N} } existiert mit

{\displaystyle \int _{\Omega }\|s_{n}-s_{k}\|{\rm {d}}\mu <\varepsilon } für alle {\displaystyle n,k\geq n_{0}}.
In diesem Fall ist
{\displaystyle \int _{\Omega }f\,{\rm {d}}\mu :=\lim _{n\to \infty }\int _{\Omega }s_{n}\,{\rm {d}}\mu }
wohldefiniert, das heißt unabhängig von der Wahl der konkreten Folge {\displaystyle (s_{n})_{n\in \mathbb {N} }} mit obigen Eigenschaften.
Falls {\displaystyle M\in {\mathcal {A}}} und {\displaystyle f\colon M\rightarrow B}, so schreibt man
{\displaystyle \int _{M}f{\rm {d}}\mu :=\int _{\Omega }{\tilde {f}}{\rm {d}}\mu } mit {\displaystyle {\tilde {f}}(x):=\left\{{\begin{array}{ll}f(x)\ ,&{\rm {falls}}\ x\in M\ ,\\0\ ,&{\rm {falls}}\ x\in \Omega \setminus M,\\\end{array}}\right.}
sofern {\displaystyle {\tilde {f}}} Bochner-integrierbar ist.

## Messbarkeitssatz von Pettis
Der folgende auf Billy James Pettis zurückgehende Satz charakterisiert die {\displaystyle \mu }-Messbarkeit:
Die Funktion {\displaystyle f\colon \Omega \to B} ist genau dann {\displaystyle \mu }-messbar, wenn die folgenden beiden Bedingungen erfüllt sind:
- Für jedes stetige lineare Funktional {\displaystyle \phi \in B'} ist {\displaystyle \phi \circ f\colon \Omega \to {\mathbb {K} }} {\displaystyle \mu }-messbar.
- Es gibt eine {\displaystyle \mu }-Nullmenge {\displaystyle N\subset \Omega }, so dass {\displaystyle f(\Omega \setminus N)\subset B} separabel bzgl. der Normtopologie ist.

Ist {\displaystyle B} ein separabler Banachraum, so ist die zweite Bedingung automatisch erfüllt und damit entbehrlich. Insgesamt ist die {\displaystyle \mu }-Messbarkeit {\displaystyle B}-wertiger Funktionen mit diesem Satz auf die {\displaystyle \mu }-Messbarkeit skalarer Funktionen zurückgeführt.

## Bochner-Integrierbarkeit
Die folgende von Bochner gefundene äquivalente Charakterisierung Bochner-integrierbarer Funktionen erlaubt es, einige klassische Resultate der lebesgueschen Integrationstheorie wie z. B. den Satz von der majorisierten Konvergenz auf das Bochner-Integral zu übertragen:
Eine {\displaystyle \mu }-messbare Funktion {\displaystyle f\colon \Omega \to B} ist genau dann Bochner-integrierbar, wenn {\displaystyle \|f\|:\Omega \to \mathbb {R} } Lebesgue-integrierbar ist.

## Eigenschaften
In diesem Abschnitt ist {\displaystyle B} ein Banachraum und {\displaystyle f,g\colon \Omega \rightarrow B} sind integrierbare Funktionen.

### Linearität
Das Bochner-Integral ist linear, das heißt, für Bochner-integrierbare Funktionen {\displaystyle f,g\colon \Omega \rightarrow B} und beliebige {\displaystyle \alpha ,\beta \in \mathbb {K} } ist auch {\displaystyle \alpha f+\beta g} integrierbar, und es gilt:
{\displaystyle \int _{\Omega }(\alpha f+\beta g)\,\mathrm {d} \mu =\alpha \int _{\Omega }f\,\mathrm {d} \mu +\beta \int _{\Omega }g\,\mathrm {d} \mu }.

### Verkettung mit einem stetigen Operator
Es sei {\displaystyle D} ein Banachraum und {\displaystyle T\in L(B,D)} ein stetiger linearer Operator. Dann ist {\displaystyle Tf\colon \Omega \to D} eine integrierbare Funktion und es gilt
{\displaystyle T\left(\int _{\Omega }f(x)\mathrm {d} \mu (x)\right)=\int _{\Omega }T(f(x))\mathrm {d} \mu (x)}.

### Radon–Nikodym-Eigenschaft
Der Satz von Radon-Nikodým gilt für das Bochner-Integral im Allgemeinen nicht. Banachräume, für die dieser Satz gilt, bezeichnet man als Banachräume mit der Radon-Nikodym-Eigenschaft. Reflexive Räume besitzen stets die Radon-Nikodym-Eigenschaft.

## Bochner-Lebesgue-Räume
Ist {\displaystyle (\Omega ,{\mathcal {A}},\mu )} ein {\displaystyle \sigma }-endlicher, vollständiger Maßraum und {\displaystyle (B,\|\cdot \|)} ein Banachraum, so nennt man für {\displaystyle 1\leq p\leq \infty } den Raum {\displaystyle L^{p}(\Omega ,{\mathcal {A}},\mu ,B)} der Bochner-integrierbaren Funktionen {\displaystyle \Omega \rightarrow B} einen Bochner-Lebesgue-Raum, wobei wie üblich {\displaystyle \mu }-fast gleiche Funktionen identifiziert werden durch Äquivalenzklassen. Man erhält mit der Norm
{\displaystyle \|f\|_{p}:=\left(\int _{\Omega }\|f(\omega )\|^{p}\mathrm {d} \mu (\omega )\right)^{1/p},\quad 1\leq p<\infty }
{\displaystyle \|f\|_{\infty }:=\mathrm {ess} \sup \|f(\omega )\|,\quad \quad p=\infty }
einen Banachraum. Dieser lässt sich für {\displaystyle p=1}  wie folgt als Tensorprodukt beschreiben.
Man rechnet nach, dass durch
{\displaystyle L^{1}(\Omega ,{\mathcal {A}},\mu )\times B\rightarrow L^{1}(\Omega ,{\mathcal {A}},\mu ,B),\,(f,\alpha )\mapsto f(\cdot )\alpha }
eine bilineare Abbildung gegeben ist, die einen isometrischen Isomorphismus
{\displaystyle L^{1}(\Omega ,{\mathcal {A}},\mu )\mathbin {{\hat {\otimes }}_{\pi }} B\cong L^{1}(\Omega ,{\mathcal {A}},\mu ,B)}
definiert, wobei {\displaystyle {\hat {\otimes }}_{\pi }} das projektive Tensorprodukt bezeichne.

## Erweiterung auf lokalkonvexe Räume
Es ist möglich das Bochner-Integral auf lokalkonvexe Räume zu erweitern, dies wurde 1975 von Wjatscheslaw Rybakow, 1981 durch Chris Blondia und 2015 von Ralf Beckmann und Anton Deitmar gemacht, wobei Beckmann und Deitmar den ursprünglichen Ansatz von Bochner für vektorwertige Integrale auf Netze erweiterten.
Die nachfolgende Definition stammt von Blondia:
Es seien {\displaystyle (\Omega ,{\mathcal {A}},\mu )}  ein {\displaystyle \sigma }-endlicher, vollständiger Maßraum. Weiter sei {\displaystyle (X,{\mathcal {P}})} ein hausdorffscher lokalkonvexer Raum, der vollständig ist und dessen Topologie durch eine Familie von Seminormen {\displaystyle {\mathcal {P}}} erzeugt wird. Eine Funktion {\displaystyle f\colon \Omega \to X} heißt stark-integrierbar oder Bochner-integrierbar, wenn eine Folge {\displaystyle (f_{n})} existiert, so dass
- {\displaystyle f_{n}(\omega )\to f(\omega )} für {\displaystyle \mu }-fast alle {\displaystyle \omega \in \Omega } gilt.
- {\displaystyle p(f(\omega )-f_{n}(\omega ))\in L^{1}(\Omega ;\mathbb {R} )} für jedes {\displaystyle n\in \mathbb {N} } und alle Seminormen {\displaystyle p\in {\mathcal {P}}}, das heißt

{\displaystyle \lim \limits _{n\to \infty }\int _{\Omega }p(f(\omega )-f_{n}(\omega ))d\mu =0.}
- {\displaystyle \int _{A}f_{n}(\omega )d\mu } konvergiert für jede messbare Teilmenge {\displaystyle A} von {\displaystyle \Omega }.

### Ansatz von Beckmann und Deitmar
Beckmann und Deitmar verwenden den Begriff der Bochner-Approximierbarkeit für  {\displaystyle f\colon \Omega \to X} als Voraussetzung für die Bochner-Integrierbarkeit und geben eine Charakterisierung dieses Begriffs. Eine Funktion heißt Bochner-approximierbar falls ein Netz {\displaystyle (s_{j})_{j\in J}} von einfachen Funktionen existiert, so dass für jede stetige Seminorm {\displaystyle p} auf {\displaystyle X}
{\displaystyle \int _{\Omega }p(f-s_{j})d\mu \to 0}
gilt. Eine alternative Bedingung ohne den Begriff des Netzes lautet wie folgt: {\displaystyle f} ist Bochner-approximierbar, falls für jede stetige Seminorm {\displaystyle p} eine einfache Funktion {\displaystyle s_{p}} mit der Eigenschaft
{\displaystyle \int _{\Omega }p(f-s_{p})d\mu <1}
existiert.
Sie unterscheiden zwischen drei Fällen an Anforderungen an den lokalkonvexen Raum {\displaystyle X}
- {\displaystyle X} ist vollständig
- {\displaystyle X} ist quasivollständig und die Funktion {\displaystyle f} ist beschränkt,
- {\displaystyle X} ist quasivollständig und das Maß ist endlich {\displaystyle \mu (\Omega )<\infty }.